# Uladzislaŭ Hantjaroŭ
Uladzislaŭ Alehavitj Hantjaroŭ (belarusiska: Уладзісла́ў Але́гавіч Ганчаро́ў, łacinka: Uładzisłaŭ Alehavič Hančaroŭ, ryska: Владисла́в Оле́гович Гончаро́в, Vladislav Olegovitj Gontjarov), född 2 december 1995 i Vitsebsk, Vitryssland), är en belarusisk gymnast.
Han tog OS-guld i samband med de olympiska gymnastiktävlingarna 2016 i Rio de Janeiro.